# Ахундов, Фуад Гусейн оглы
Фуад Гусейн оглы Ахундов (азерб. Fuad Hüseyn oğlu Axundov; род. 21 апреля 1968, Баку, Азербайджанcкaя ССР, СССР) — азербайджанский журналист, исследователь, телеведущий, лектор, переводчик-синхронист, экскурсовод.

## Биография и образование
Фуад Ахундов родился 21 апреля 1968 года в городе Баку в образованной и интеллигентной семье. С 1975 по 1985 гoды учился в средней школе № 23 г. Баку.
В 1992 году окончил факультет востоковедения Азербайджанского государственного университета.
В 1992 году стажировался в летней школе Осло в Норвегии.
В 2000—2001 годах продолжил учёбу в Школe государственного управления Гарвардского университета и получил степень магистра делового администрирования.
В 2016 году окончил Онтарийский институт исследований в области образования Университета Торонто, получив степень магистра искусств.

## Деятельность
С 1989 по 1990 год являлся сотрудником Республиканского наркологического диспансера в Баку.
С 1992 по 1993 год — преподаватель русского языка и литературы, а также английского языка бакинской средней школы № 189.
С начала 1990-х годов занимается исследованиями в области истории и архитектуры городa Баку XIX—XX вв. Автор ряда публикаций в Азербайджанском государственном информационном агентстве «АЗЕРТАДЖ», газетах «Вышка», «Бакинский рабочий», «525-я газета», журналах «Баку», «Azerbaijan International», «Ваш дом».
С 2006 по 2011 год — автор и ведущий исторической программы «Бакинские тайны» на телеканале «Общественное телевидение Азербайджана». За этот период было подготовлено и показано 22 выпуска.
С 2020 года автор и ведущий программы «Əsrlər, Nəsillər» («Века, Родословные») на телеканале АзТВ. Занимается исследованиями и научными изысканиями исторического, культурного и образовательного наследия Азербайджана и проживающих здесь этносов и народов.
Начиная с декабря 2023 года Фуад Ахундов периодически приглашается на передачи YouTube-проекта «Новости Кавказа» с Гелой Васадзе, где рассказывает о культурно-историческом наследии Южного Кавказа, при этом имеет персональный подход к изложению материала, обладающего свойствами общественной значимости.

## Семья
Отец, Ахундов Гусейн Мамед-Гасан оглы (1945—2022) — переводчик-арабист, востоковед.
Мать, Краевская Алла Игоревна (1941—2003) — преподаватель арабского языка, востоковед.
Супруга, Мамедова Шахана Октай гызы (в браке состояли с 1999 по 2020), 1968 г.р., Баку.
Сын, Максуд, 1999 год, Баку. В настоящее время проживает в Канаде.

## Военная карьера
С 1986 по 1988 год проходил срочную военную службу в военно-строительных частях Вооружённых Сил СССР в городе Реутов Московской области.
С 1993 по 2007 год работал в Национальном центральном бюро Интерпола Азербайджана, подполковник полиции в отставке.

## Награды и звания
- Лауреат национальной премии Хумай (2 мая 2006)
- Лауреат конкурса «Бриллиант Содружества» межгосударственной телерадиокомпании «Мир» в номинации «Лучшая культурно-просветительская программа» (декабрь 2006)
- Медаль «Прогресс» (2 октября 2023)[4]

## Увлечения
- Коллекционирование масштабных моделей автомобилей — в коллекции насчитывается более 800 автомобилей
- Гребля на каяках
- Сапсёрфинг
- Дистанционное плавание

## Фильмография
Документальные фильмы снятые при спонсорской поддержки компании «Fortis Construction» в рамках проекта «Əsrlər, Nəsillər» («Века, Родословные») и показанные на канале Азербайджанского государственного телевидения:
1. Посвящение Баку. Чёрный Город (2020)
2. Посвящение Баку. Павел Потоцкий (2020)
3. Кусарская Баллада (Кусары, Азербайджан, документальный фильм) (2020)
4. Посвящение Баку. Баилов Мыс (2020)
5. Посвящение Баку. Балаханская летопись (2020)
6. Посвящение Баку. Таинственный Сабаильский замок (2020)
7. Посвящение Баку. Мечеть Биби-Эйбат (2020)
8. Наши немцы. Летопись азербайджанских швабов (2020)
9. Посвящение Баку. Амирджан: История мечетей (2020)
10. Кавказский Иерусалим в Азербайджане (2021)
11. Южнокавказская геральдика (документальный фильм) (2021)
12. «Али и Нино». Долгая дорога домой (2022)
13. Our Germans. Chronicle of Azerbaijani Swabians (2022)
14. Азербайджанская Эривань (2024)